# Wim van der Have
Wim van der Have (Rotterdam, 6 mei 1926) is een voormalig Nederlands bestuurder en politicus voor de Partij van de Arbeid.
Na een periode als lid van de gemeenteraad van Rotterdam werd hij in 1974 wethouder van Rotterdam. Als wethouder voor wijkaangelegenheden besloot hij de raamprostitutie in de wijk Katendrecht te beëindigen. Pogingen om de prostitutie in het Poortgebouw en in drijvende bordelen bij de Euromast onder te brengen mislukten waarna prostitutie verspreid raakte in de diverse wijken van Rotterdam-West.
Van der Have bleef tot 1986 wethouder en had later ook de portefeuilles Economische zaken en Sociale Zaken en Volksgezondheid. In 1986 werd Van der Have voorzitter van de deelgemeente Charlois, een functie die hij tot 1994 bekleedde.